# Tramwaje w Liège
Tramwaje w Liège − zlikwidowany, a następnie odbudowany system komunikacji tramwajowej działający w belgijskim mieście Liège. 
Tramwaje kursowały w Liège do 31 sierpnia 1964 roku, kiedy zawieszono ich ruch ze względu na zły stan torów. W 2011 r. władze miasta opublikowały pierwsze opracowanie uzasadniające odbudowę sieci. Nowa linia tramwajowa o długości 11,7 km łączy Coronmeuse i Sclessin przez centrum miasta. Kursy testowe uruchomiono w sierpniu 2024 r., a oficjalne oddanie do użytku zaplanowano na 31 stycznia 2025 r. Do obsługi linii zakupiono 20 tramwajów dwukierunkowych. 
W planach jest poprowadzenie tramwaju w kierunku Herstal (3,2 km) i w kierunku Seraing (2,6 km). 